# Pyrenaria pahangensis
Pyrenaria pahangensis är en tvåhjärtbladig växtart som beskrevs av Hsüan Keng. Pyrenaria pahangensis ingår i släktet Pyrenaria och familjen Theaceae. Inga underarter finns listade i Catalogue of Life.